# 馬庫斯·隆查爾
馬庫斯·隆查爾（1996年4月8日—）為波斯尼亚和黑塞哥维那男子籃球運動員，最後效力於台灣職業籃球大聯盟福爾摩沙夢想家。

## 職業生涯
2020年6月13日，隆查爾以兩年合約加盟比得哥什阿斯托利亞。
2021年11月8日，隆查爾加盟大波蘭地區奧斯特魯夫鋼鐵。
2025年3月25日，隆查爾加盟台灣職業籃球大聯盟福爾摩沙夢想家，中文登錄名為「龍查」。

## 國家隊生涯
2017年起，隆查爾加入波士尼亞與赫塞哥維納國家隊。

## 外部連結
- 馬庫斯·隆查爾在fiba.basketball（英语）
- 馬庫斯·隆查爾在archive.fiba.com（存檔）（英语）
- 馬庫斯·隆查爾在歐洲籃球聯賽官網（英语）
- 馬庫斯·隆查爾在亞得里亞海聯賽官網（英语）
- 馬庫斯·隆查爾在台灣職業籃球大聯盟官網
- 馬庫斯·隆查爾在Basketball-Reference.com（國際）（英语）
- 馬庫斯·隆查爾在Eurobasket.com（球員）（英语）
- 馬庫斯·隆查爾在Proballers（英语）
- 馬庫斯·隆查爾在RealGM（球員）（英语）
- 馬庫斯·隆查爾在Flashscore（英语）